# Catazajá
Catazajá es una localidad del estado mexicano de Chiapas, situado al noreste de la entidad, casi en los límites con el estado de Tabasco, en la ubicación 17°43′59″N 92°1′1″O / 17.73306, -92.01694 a una altitud de 21 m s. n. m. Es cabecera del municipio del mismo nombre.

## Toponimia
El nombre Catazajá proviene del idioma maya y se interpreta como «Valle cubierto de agua». Asimismo, entre la población local se utilizan otras acepciones, como "Aguas que vienen y aguas que van", una referencia cultural que aludía al fenómeno de la laguna (río intermitente), que permanecía llena de agua durante seis meses y se secaba durante los otros seis.

## Historia
Los primeros en asentarse en el lugar fueron familias de origen maya, atraídas por la flora y fauna de la laguna. En 1798 fue fundado el pueblo de Playas de Catazajá por el Capitán de Armas José Eusebio Sainz de la Lastra, originario de España; quien al establecer el corte de madera tinte, compró esclavos a Belice y a Cuba. Además de los grupos étnicos, fueron a radicar varias familias de origen español, francés y austríaco. En la actualidad, el nombre oficial de la cabecera municipal es Playas de Catazajá. En la época colonial, Catazajá era el punto de embarque de mercancías chiapanecas al Puerto de El Carmen, Campeche, por medio de canoas y a través de lagunas o ríos que abundan en la Región. El 19 de marzo de 1899, se le concedió el título de Villa de San José de playas de Catazajá, por ser ya un importante puerto de altura y cabotaje, desde donde se exportaba el palo de tinte a España y Francia.

## Demografía
Cuenta con 3344 habitantes lo que representa un incremento promedio de 1.2% anual en el período 2010-2020 sobre la base de los 2973 habitantes registrados en el censo anterior. Ocupa una superficie de 3.844 km², lo que determina al año 2020 una densidad de 869,9 hab/km².
| Gráfica de evolución demográfica de Catazajá entre 2000 y 2020    |
|                                                                   |
| Fuente: Instituto Nacional de Estadística Geografía e Informática |

## Costumbres
Principales festejos de la Cabecera municipal:
Feria de San José (19 de marzo): Exposiciones de Gastronomía típica regional, Elección de nuestra Belleza Catazajá (16 y 17 de marzo), presentación regional de bailes folclóricos, exposición ganadera. 
Torneo Internacional de Pesca de Deportiva del Robalo (segundo fin de semana de Octubre): Inicia el sábado en la madrugada con el banderazo de salida de los pescadores y termina con el cierre de muelle entrega de premios el domingo a las 5 p.m.
Feria Guadalupana (12 de diciembre): Inicia desde una semana antes y culmina con misa tradicional. Se presentan bailables regionales durante la semana anterior, y se realiza peregrinación desde la Ceiba, lugar donde se encuentra la aparición en un árbol de la Virgen de Guadalupe hasta el Barrio y Capilla de Nuestra señora de Guadalupe.
Semana santa: en todas las comunidades y colonias de Catazajá se festeja con misa católica y actividades culturales y recreativas a orillas de la laguna.
Día de muertos: Celebración que se realiza 1 y 2 de noviembre, ceremonias culturales y religiosas en el Panteón de cada comunidad, las familias en casa elaboran tamales regionales y pan, para compartir en familia. Celebración nacional. Las escuelas realizan elaboración de altares conmemorativos a la fecha. Catazajá tiene más del 50% de habitantes que provienen de otros estados como Campeche o Tabasco, y de municipio de Chiapas como Palenque o La Libertad, por lo que la celebración de esta festividad es una mezcla de tradiciones mexicanas.

## Religión
Población en su mayoría practicante de Religión Católica apostólica y Romana, la segunda más practicada son las variantes como la evangélica. La festividad es la feria de San José en marzo y las festividades típicas de la Virgen de Guadalupe así como el torneo de pesca entre octubre y noviembre, meses en los cuales la laguna tiene su altura máxima.
En el año 2010 estaba clasificada como una localidad de grado medio de vulnerabilidad social.
La población de Catazajá está mayoritariamente alfabetizada (5,23% de personas analfabetas al año 2020) con un grado de escolarización algo inferior a los 10 años. Solo el 5,26% de la población se reconoce como indígena.